# Deigstetten
Deigstetten ist ein Gemeindeteil von Straßlach-Dingharting im oberbayerischen Landkreis München.

## Geographie
Die Einöde Deigstetten ist über die Staatsstraße 2072 zu erreichen.

## Geschichte
Der Name wurde im 11. Jahrhundert als Tustetin ersturkundlich genannt. Es kann *Tutinstetin (‚Wohnstätte des Tuto‘) zugrunde liegen.

## Baudenkmäler
- Katholische Kapelle Maria Immaculata